# WTA de Kuala Lumpur
O WTA de Kuala Lumpur – ou Alya WTA Malaysian Open, na última edição – foi um torneio de tênis profissional feminino, de nível WTA International.
Realizado em Kuala Lumpur, capital da Malásia, durou oito anos. Os jogos eram disputados em quadras duras durante o mês de fevereiro.

## Finais

### Simples
| Ano  | Campeã             | Vice-campeã           | Resultado          |
| ---- | ------------------ | --------------------- | ------------------ |
| 2017 | Ashleigh Barty     | Nao Hibino            | 6–3, 6–2           |
| 2016 | Elina Svitolina    | Eugenie Bouchard      | 56–7, 6–4, 7–5     |
| 2015 | Caroline Wozniacki | Alexandra Dulgheru    | 4–6, 6–2, 6–1      |
| 2014 | Donna Vekić        | Bethanie Mattek-Sands | 1–6, 7–5, 6–3      |
| 2013 | Karolína Plíšková  | Bethanie Mattek-Sands | 1–6, 7–5, 6–3      |
| 2012 | Hsieh Su-wei       | Petra Martić          | 2–6, 7–5, 4–1, ab. |
| 2011 | Jelena Dokić       | Lucie Šafářová        | 2–6, 7–69, 6–4     |
| 2010 | Alisa Kleybanova   | Elena Dementieva      | 6–3, 6–2           |

### Duplas
| Ano  | Campeãs                               | Vice-campeãs                          | Resultado           |
| ---- | ------------------------------------- | ------------------------------------- | ------------------- |
| 2017 | Ashleigh Barty Casey Dellacqua        | Nicole Melichar Makoto Ninomiya       | 7–65, 6–3           |
| 2016 | Varatchaya Wongteanchai Yang Zhaoxuan | Liang Chen Wang Yafan                 | 4–6, 6–4, [10–7]    |
| 2015 | Liang Chen Wang Yafan                 | Yuliya Beygelzimer Olga Savchuk       | 4–6, 6–3, [10–4]    |
| 2014 | Tímea Babos Chan Hao-ching            | Chan Yung-jan Zheng Saisai            | 6–3, 6–4            |
| 2013 | Shuko Aoyama Chang Kai-chen           | Janette Husárová Zhang Shuai          | 46–7, 7–64, [14–12] |
| 2012 | Chang Kai-chen Chuang Chia-jung       | Chan Hao-ching Rika Fujiwara          | 7–5, 6–4            |
| 2011 | Dinara Safina Galina Voskoboeva       | Noppawan Lertcheewakarn Jessica Moore | 7–5, 2–6, [10–5]    |
| 2010 | Chan Yung-Jan Zheng Jie               | Anastasia Rodionova Arina Rodionova   | 46–7, 6–2, [10–7]   |